# Lepidoniscus minutus
Lepidoniscus minutus là một loài chân đều trong họ Philosciidae. Loài này được Koch miêu tả khoa học năm 1838.